# جشن‌های ۲۵۰۰ ساله شاهنشاهی ایران
جشن‌های ۲۵۰۰ ساله شاهنشاهی ایران با نام رسمی «دو هزار و پانصدمین سال بنیان‌گذاری شاهنشاهی ایران به دست کورش بزرگ» نام مجموعه جشن‌هایی است که به‌مناسبت دو هزار و پانصد سال تاریخ مدون شاهنشاهی ایران و در زمان سلطنت محمدرضا شاه پهلوی از تاریخ ۱۲ تا ۱۶ اکتبر ۱۹۷۱ (برابر با سه شنبه ۲۰ مهر تا شنبه ۲۴ مهر ۱۳۵۰) در تخت جمشید برگزار شد. در این جشن‌ها سران حکومتی و پادشاهان ۴۰ کشور جهان شرکت کردند. این جشن در سال ۱۹۸۰ به عنوان مجلل‌ترین و یکی از پرهزینه‌ترین جشن‌های مهمانی در طول تاریخ بشر، جزو رکوردهای گینس ثبت شد.

## سازماندهی جشن‌های ۲۵۰۰ ساله

### مقدمات
پیشنهاد برگزاری جشن‌ها اولین‌بار توسط شجاع‌الدین شفا مطرح گردید.
برای برگزاری جشن‌ها، سازمانی به نام «شورای مرکزی جشن‌های شاهنشاهی» تأسیس شد. اسدالله علم وزیر دربار وقت هم به عنوان رئیس شورای مرکزی جشن‌ها، تعیین شد و سناتور جواد بوشهری هم نیابت علاء را بر عهده داشت.
به گفته محمد باهری با توجه به حضور تقریباً اکثر سران دنیا در این جشن، مراسم با نظم خیلی بالایی اجرا شد که مرهون مدیریت اسدالله علم بود. باهری دربارهٔ اسکان و رفت و آمد سران کشورها می‌گوید که نظم به قدری بالا بود که حتی یک چمدان گم نشد.

اعضای شورای جشن‌های ۲۵۰۰ ساله دریک جلسه به ریاست جواد بوشهری از راست: باقر پیرنیا، غلامعلی اویسی، جواد بوشهری، حسن زاهدی، مهدی شیبانی و ضیاءالدین شادمان

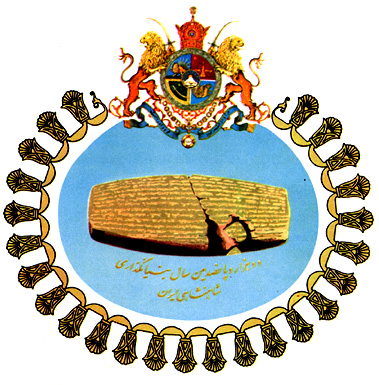
نشان رسمی جشن‌های ۲۵۰۰ ساله

جشن‌های ۲۵۰۰ ساله شاهنشاهی ایران در شهر مرودشت و در کنار تخت جمشید (پارسه) با حضور سران کشورهای گوناگون جهان برگزار شد. از میهمانان در خیمه‌های بزرگی که به همین مناسبت سفارش داده شده بود، پذیرایی شد. شرکت فرانسوی مزون ژانسِن، طراحی و دکور خیمه‌های جشن‌های ۲۵۰۰ ساله را بر عهده داشت.
زدنیک لیشکا، آهنگ‌ساز برجسته اهل چکسلواکی، قطعاتی را برای جشن‌های ۲۵۰۰ ساله شاهنشاهی ایران، تحت عنوان «میراث دوران‌ها» ساخته و تنظیم کرد.
آغاز مراسم در پاسارگاد و در جوار آرامگاه کوروش بود که طی آن شاه نطق خود را خواند و سپس سران و پادشاهان ۶۹ کشور جهان، به کوروش بزرگ ادای احترام کردند.
ده میلیون بیننده، این مراسم را از تلویزیون تماشا کردند. پس از پایان پیام شاه، ۱۰۱ تیر توپ در آسمان پاسارگاد شلیک شد. تاج گل باشکوهی در پای آرامگاه کوروش نهاده شد.
امیراصلان افشار سفیر وقت ایران در آمریکا دربارهٔ انعکاس برگزاری این جشن در خارج از ایران در مصاحبه اش گفته است من در آمریکا هیچ مخالفتی نه در میان سیاستمداران و نه در مجله‌ها ندیدم و این جشن حتی با استقبال زیاد نیکسون رئیس‌جمهور آمریکا و بانوی اول مواجه شد ولی شنیدم که مخالف‌هایی از سوی کشورهای صنعتی اروپا با این جشن ابراز شد شاید چون آنها تمایلی به پیشرفت ایران نداشتند.

### هزینه برگزاری جشن‌ها
اسدالله علم وزیر دربار طی مصاحبه‌ای با روزنامه اطلاعات جمع مخارج جشن‌ها را ۱۶ میلیون ۸۰۰ هزار دلار اعلام کرد:
- هزینه پذیرایی از کلیه سران کشورها و میهمانان داخلی و خارجی و خبرنگاران و ایران‌شناسان ۱۸٫۱۲ میلیون تومان معادل ۲٫۳ میلیون دلار
- هزینه ساختمان اقامتگاه سران و دهکده توریستی ۴۷٫۱۸ میلیون تومان معادل ۶٫۳ میلیون دلار
- هزینه رژه و تجهیزات افراد ۱٫۶ میلیون تومان معادل ۲۰۰ هزار دلار
- هزینه انتشار کتب در داخل و خارج کشور ۱۴ میلیون تومان
- هزینه خرید اتومبیل که بعداً فروخته می‌شود ۵ میلیون تومان (هزینه آن صاحبان صنایع، بازرگانان و صاحبان بانک‌ها پرداخت کردند)
- هزینه جاده‌سازی و راه‌سازی جز برنامه عمرانی کشور بوده و بودجه آن قبلاً تأمین شد.
- خبرنگاران خارجی و فیلم‌بردارن با هزینه خود به ایران مسافرت کرده بودند و در ایران فقط تسهیلات لازم در اختیارشان گذاشته شد.
- جمع مخارج جشن‌ها معادل ۰٫۰۰۲۵ (۲۵ ده هزارم) کل بودجه کشور بوده است.

هزینه برگزاری جشن‌ها و ساخت تأسیسات جانبی و بناها معادل حدود ۱۲۰۰ میلیون تا ۳۰۰۰ میلیون تومان (معادل حدود ۲۲۰ میلیون دلار با نرخ برابری سال ۱۳۵۰) از سوی منابع مختلف ذکر شده است. البته رقم هزینه شده برای این مراسم به گفته عبدالرضا انصاری که مسوول مستقیم برگزاری جشن بود نزدیک به دویست میلیون تومان بود که ۶۰ میلیون آن از محل کمک بخش خصوصی، ۵۰ میلیون از محل کمک دولتی و بقیه از محل ذخیره دفتر برگزاری جشن‌های شاهنشاهی ایران تأمین شد. برای تأمین هزینه برگزاری جشن‌ها از سال ۱۳۳۹ تا پایان جشن، از روش‌های مختلفی استفاده گردید. از جمله صرفه جویی در هزینه‌های سازمان‌ها و ادارات دولتی و همچنین تخصیص بودجه.
این در حالی‌ست که ژان لوروریه هزینه جشن‌ها و پروژه‌های عمرانی مرتبط را پانصد میلیون دلار و ویلیام شوکراس، سیصد میلیون دلار برآورد می‌کند. البته این هزینه شامل ساختن بنای یادبود شهیاد در تهران، توسعه زیرساخت مخابراتی شهرستان اسدآباد همدان، توسعه فرودگاه شیراز و ساخت و تجهیز هتل‌های تهران و شیراز و راه‌سازی نیز بود. در پایان این جشن‌ها دوازده میلیون تومان در صندوق کمیته برگزاری جشن‌ها باقی‌ماند که به مسجد اعظم آیت‌الله بروجردی در قم اختصاص یافت.
در آخرین شب حضور سران کشورها در ایران، از رستوران ماکسیم در پاریس سفارش شام داده شده بود. امیراصلان افشار ضمن تأیید تهیه غذای میهمانان خارجی از ماکسیم به گلایه فرح پهلوی در این مورد و پیشنهاد استفاده از غذای ایرانی اشاره کرده است که در نهایت عَلَم و امیر متقی دلایلی نظیر احتمال مسمومیت میهمانان خارجی و ارزانتر شدن سفارش غذا از ماکسیم در مقایسه با غذای ایرانی را عنوان می‌کنند تا رستوران ماکسیم انتخاب شود.

## میهمانان خارجی جشن

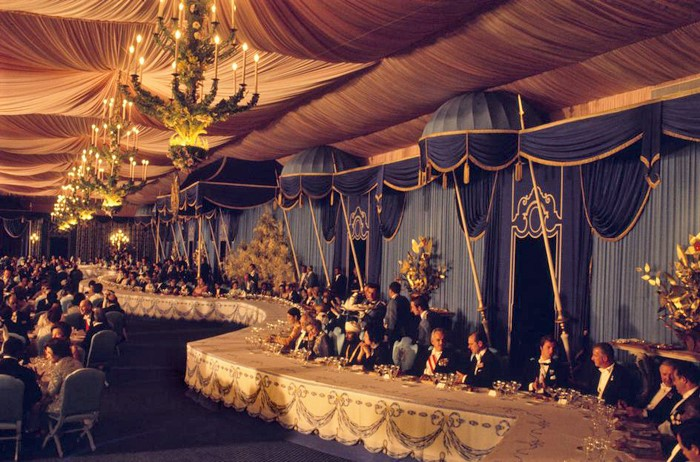
مراسم شام جشن‌های ۲۵۰۰ ساله شاهنشاهی ایران

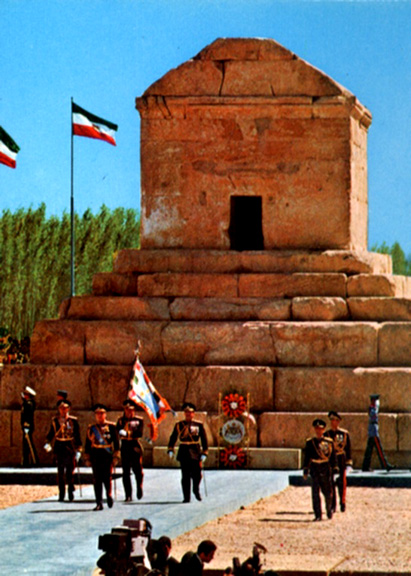
محمدرضاشاه پس از ادای احترام به آرامگاه کورش بزرگ در جریان برگزاری جشن‌های ۲۵۰۰ سالهٔ شاهنشاهی ایران

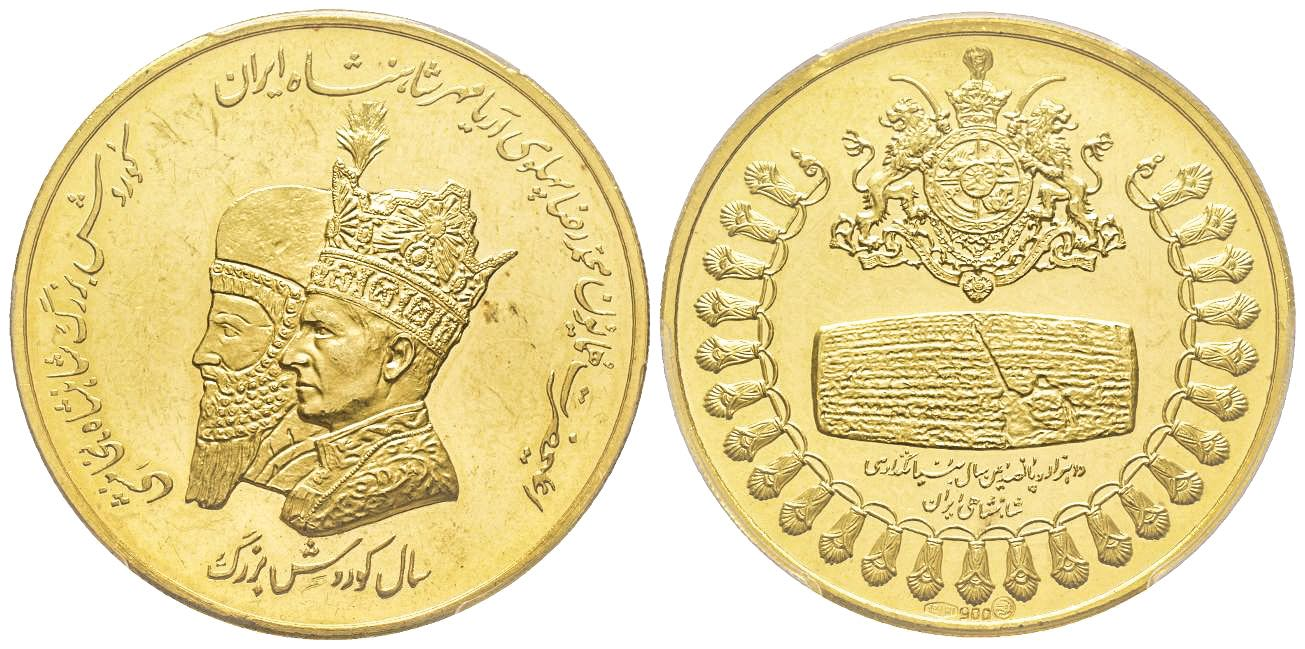
مدال یادبود سال کوروش بزرگ با نشان ویژه جشن‌های دوهزار و پانصدمین سال شاهنشاهی ایران

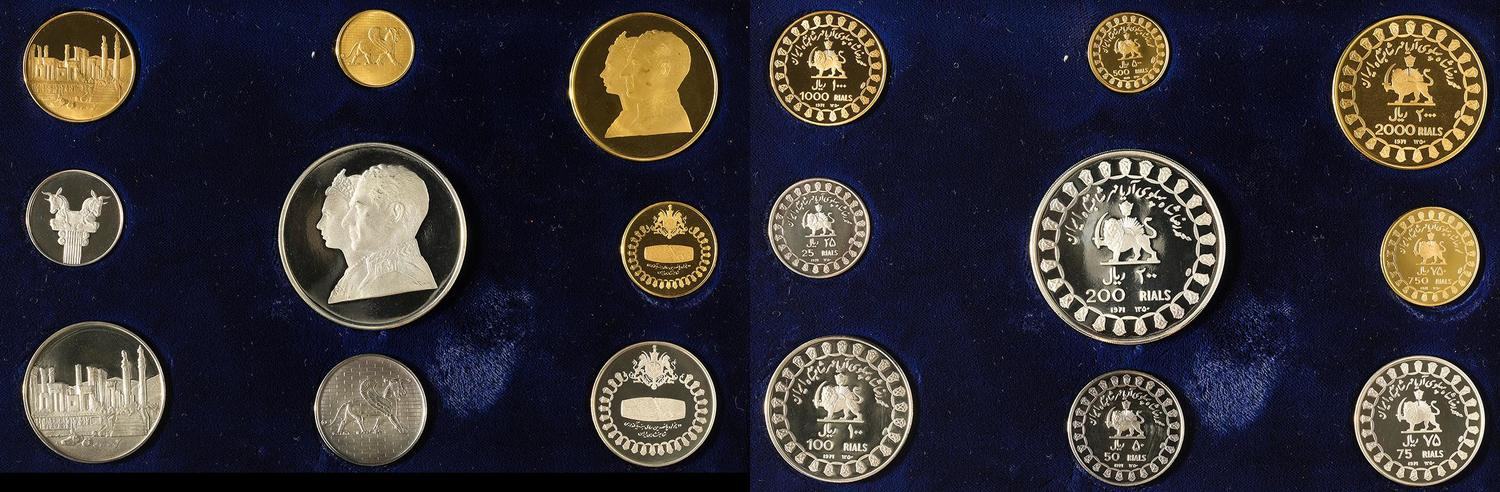
سری سکه‌های طلا و نقره تهیه شده بمناسبت جشن‌های دوهزار و پانصد ساله شاهنشاهی؛ ضرب کانادا به سفارش دربار

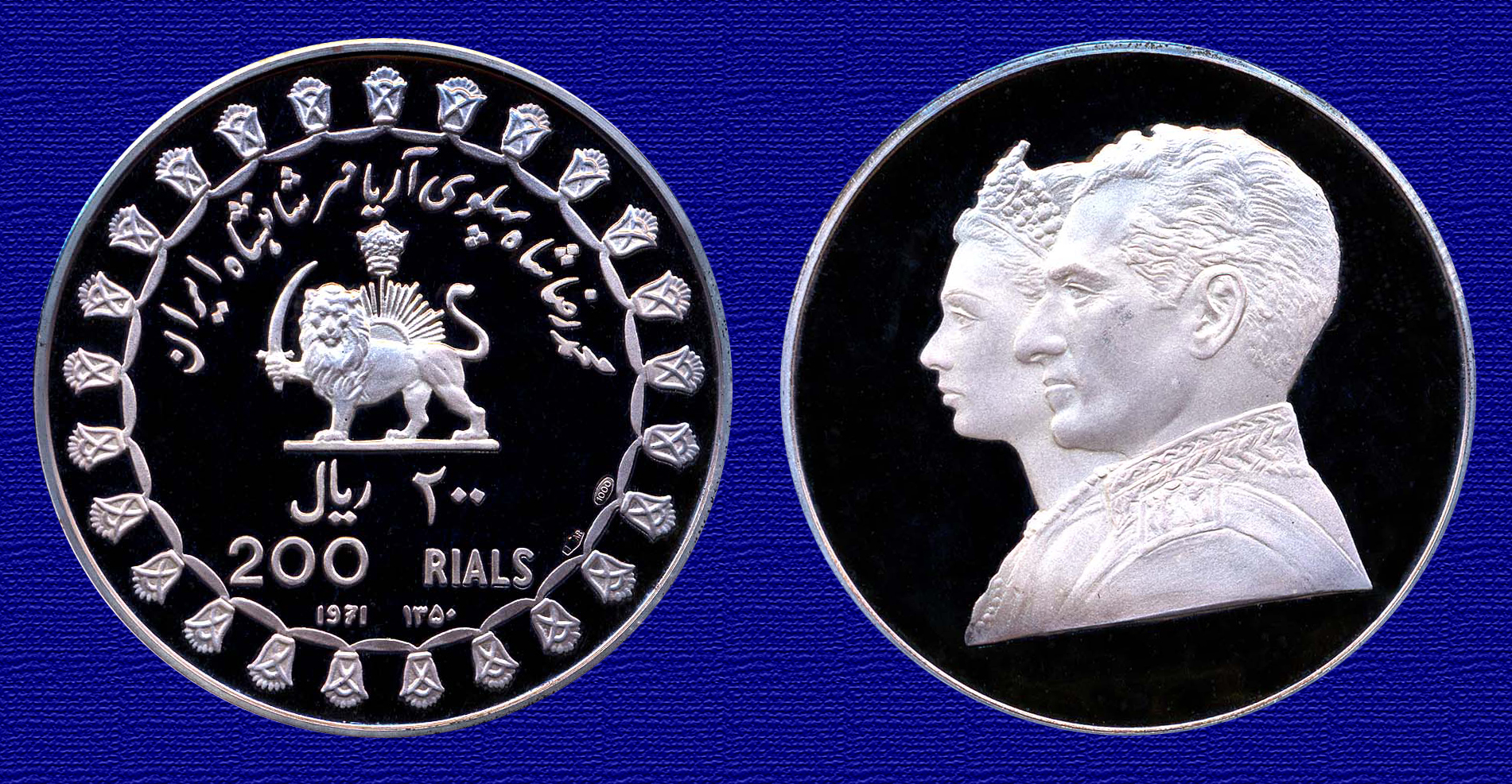
سکهٔ نقرهٔ یادبود جشن دو هزار و پانصد ساله

۲۰ پادشاه و امیر، ۵ ملکه، ۲۱ شاهزاده، ۱۶ رئیس‌جمهور، ۳ نخست‌وزیر، ۴ معاون رئیس‌جمهور و ۶۹ وزیر خارجه از ۶۹ کشور در مراسم شرکت کردند.

### پادشاهان
- امپراتور هایله سلاسی از اتیوپی
- پادشاه فردریک نهم دانمارک و ملکه اینگرید
- پادشاه بودوئن از بلژیک و ملکه فابیولا
- ملک حسین از اردن و شاهزاده منی
- پادشاه ماهندرا از نپال و ملکه راتنا
- ژان، دوک اعظم از لوکزامبورگ و پرنسس جوزفین کارلوته
- پادشاه اولاف پنجم نروژ
- امیر عیسی بن سلمان آل خلیفه از بحرین
- امیر احمد بن علی آل ثانی از قطر
- امیر صباح سالم الصباح از کویت
- پادشاه کنستانتین دوم از یونان و ملکه آنه ماری
- سلطان قابوس بن سعید از عمان
- پادشاه موشوئشوئهٔ دوم از لسوتو
- عبدالحلیم معظم شاه از مالزی و ملکه باهیه
- شیخ زاید بن سلطان آل نهیان از امارات متحده عربی
- پادشاه مخوسینی از سوازیلند

### شاهزادگان
- شاهزاده عبدالولی خان از افغانستان و پرنسس بلقیس
- شاهزاده فرانتس یوزف دوم از لیختن‌اشتاین و پرنسس جورجیا
- شاهزاده رینیه سوم از موناکو و پرنسس گریس
- شاهزاده برنهارد از هلند
- شاهزاده فیلیپ، دوک ادینبرا و شاهدخت آن از بریتانیا
- ولیعهد کارل گوستاف از سوئد
- شاهزاده خوآن کارلوس و پرنسس سوفیا از اسپانیا
- شاهزاده ویکتور امانوئل و پرنسس ماریانا از ایتالیا
- شاهزاده میکاسا از ژاپن و پرنسس یوریکو
- شاهزاده بانوباندو از تایلند

### فهرست رئیس‌جمهورها و نخست‌وزیران
- یوسیپ بروز تیتو رئیس‌جمهور یوگسلاوی
- نیکولای پدگورنی رئیس‌جمهور اتحاد جماهیر شوروی
- فرانتس یوناس رئیس‌جمهور اتریش
- تودور ژیفکوف رئیس‌جمهور بلغارستان
- امیلیو گاراستازو مدیسی رئیس‌جمهور برزیل
- اورهو ککوهن رئیس‌جمهور فنلاند
- جودت سونای رئیس‌جمهور ترکیه
- پاول لوسونزی رئیس‌جمهور مجارستان
- سوهارتو رئیس‌جمهور اندونزی
- لودویک اسووبودا رئیس‌جمهور چکسلواکی
- یحیی خان رئیس‌جمهور پاکستان
- سلیمان فرنجیه، رئیس‌جمهور لبنان
- جاکوبوس فوچه رئیس‌جمهور آفریقای جنوبی
- لئوپولد سدار سنگور رئیس‌جمهور سنگال
- وی.وی. گیری رئیس‌جمهور هند
- مختار ولد داداه رئیس‌جمهور موریتانی
- هوبرت ماگا رئیس‌جمهور کشور داهومی
- نیکلای چائوشسکو رئیس‌جمهور رومانی
- موبوتو سسه سوکو رئیس‌جمهور زئیر
- رودلف گناگی رئیس‌جمهور سوییس
- ژاک شابان-دلما نخست‌وزیر فرانسه
- کیم جونگ-پیل نخست‌وزیر کره جنوبی
- امیلیو کلمبو نخست‌وزیر ایتالیا
- کای-اوه فون هاسل رئیس‌جمهور آلمان غربی

### سایر مقامات
- کلیمازسکی معاون رئیس‌جمهور لهستان
- اسپیرو اگنو معاون رئیس‌جمهور آمریکا
- النا چائوشسکو بانوی اول و معاون نخست‌وزیر رومانی
- رویی پاتریکیو وزیر امور خارجه پرتغال
- جوانکا بروز بانوی اول یوگسلاوی
- ایملدا مارکوس بانوی اول فیلیپین
- شاهزاده مولای عبدالله از مراکش و پرنسس لامیا
- فرماندار کل پاول هاسلوک از استرالیا
- فرماندار کل رولند میشنر از کانادا
- فرماندار پال هزلاک میشنر از استرالیا
- کریم آقاخان، امام شیعیان اسماعیلی

## رژه تاریخ

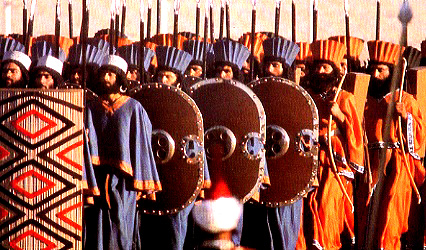
گارد جاوید هخامنشی در رژه تاریخ مقابل تخت جمشید

نام رژه‌ای که در روز دوم جشن در مقابل تخت جمشید برگزار شد و در این برنامه ارتش ایران در دوره‌های مختلف تاریخی ایران از برابر شاه و میهمانان رژه رفتند. برنامه با تقدیم نامه‌ای از سوی ملت به شاه ایران به وسیله دو سوار که از مجلس شورای ملی در تهران تا مرودشت را با اسب طی کرده بودند شروع شد. آغاز رژه با به حرکت درآمدن درفش کاویانی در مقابل صف سربازان بود و در ردیف دوم درفش همانشان کوروش و ارتش هخامنشی قرار داشتند.

## یادمان‌ها
- برج شهیاد به یادبود جشن‌های ۲۵۰۰ ساله شاهنشاهی ایران در تهران طراحی و ساخته شد.
- ورزشگاه آریامهر (که جهت میزبانی از بازی‌های آسیایی ۱۹۷۴ تهران ساخته شده بود) در پایان این جشن‌ها به‌طور رسمی افتتاح شد.
- در جریان جشن‌های ۲۵۰۰ ساله شاهنشاهی ایران، منشور کوروش به رغم مخالفت دولت وقت بریتانیا، برای چند روز به ایران آورده شد و به نمایش درآمد.[۱۷]
- ساخت ۲۵۰۰ مدرسه در روستاهای ایران

## مستندهای تلویزیونی
- انحطاط و سقوط: مهمانی بزرگ شاه
- هرگز نخواب کوروش
- میهمانی تاریخ

## نگارخانه

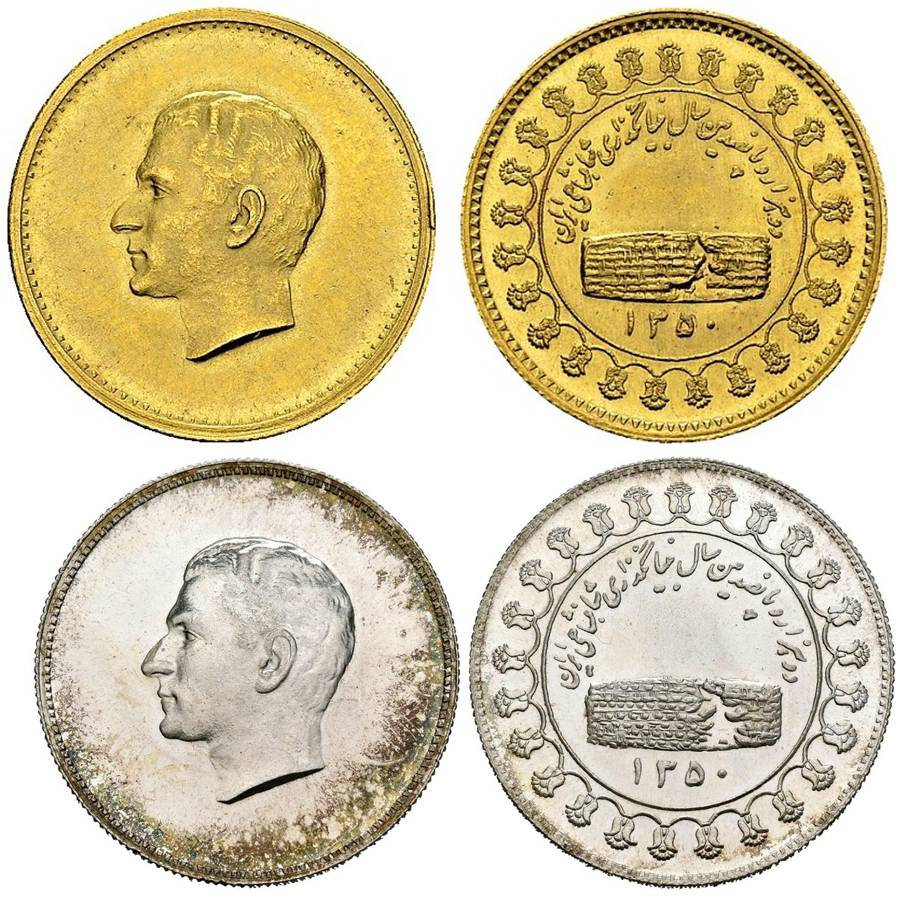
مدال‌های یادبود جشن‌های دوهزار و پانصد سال شاهنشاهی ایران از جنس طلا (۸/۹۷ گرم) و نقره (۱۱/۴۱ گرم)

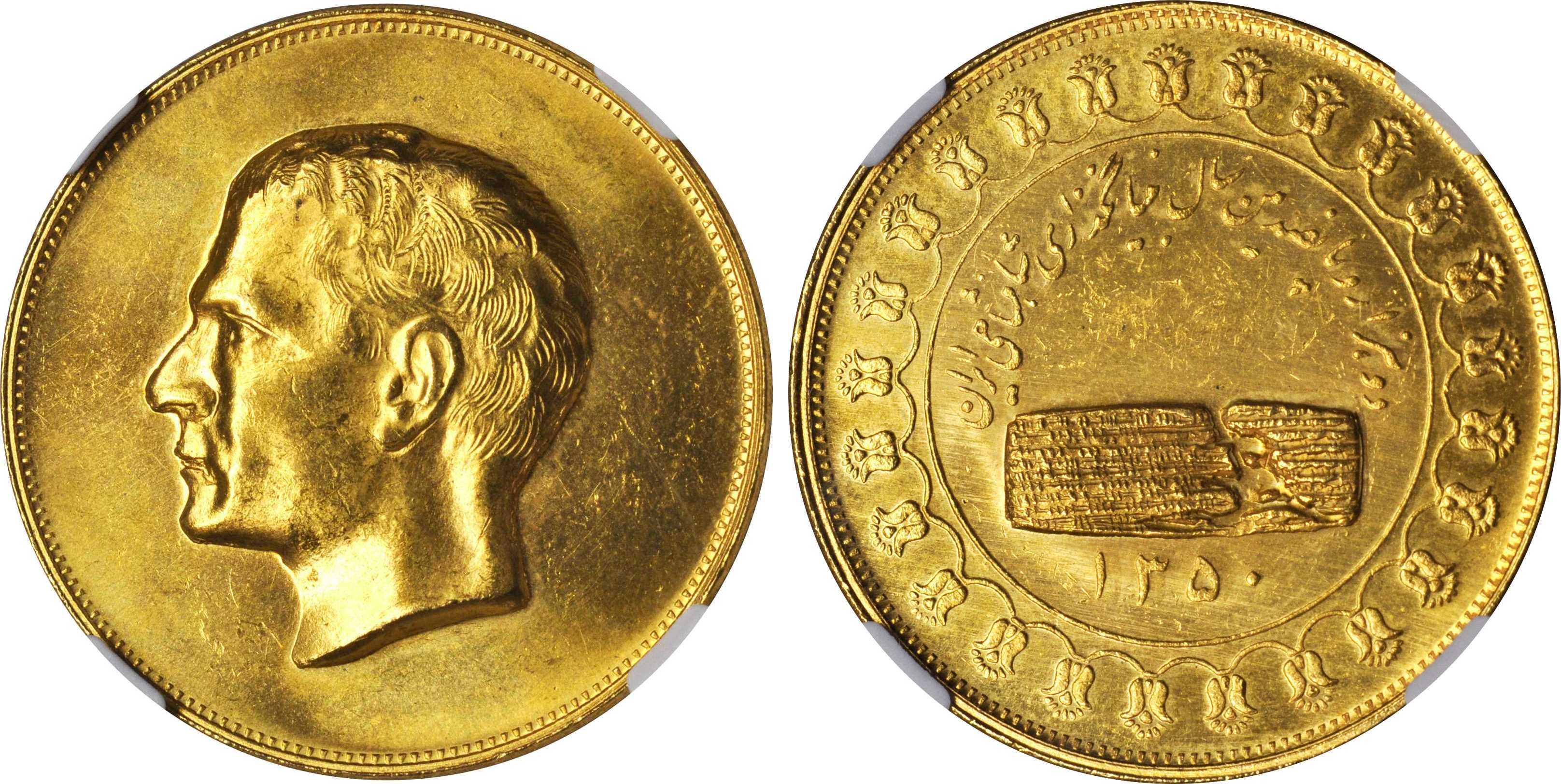
مدال یادبود طلا بمناسبت جشن‌های ۲۵۰۰ ساله بوزن ۳۷/۸۱ گرم

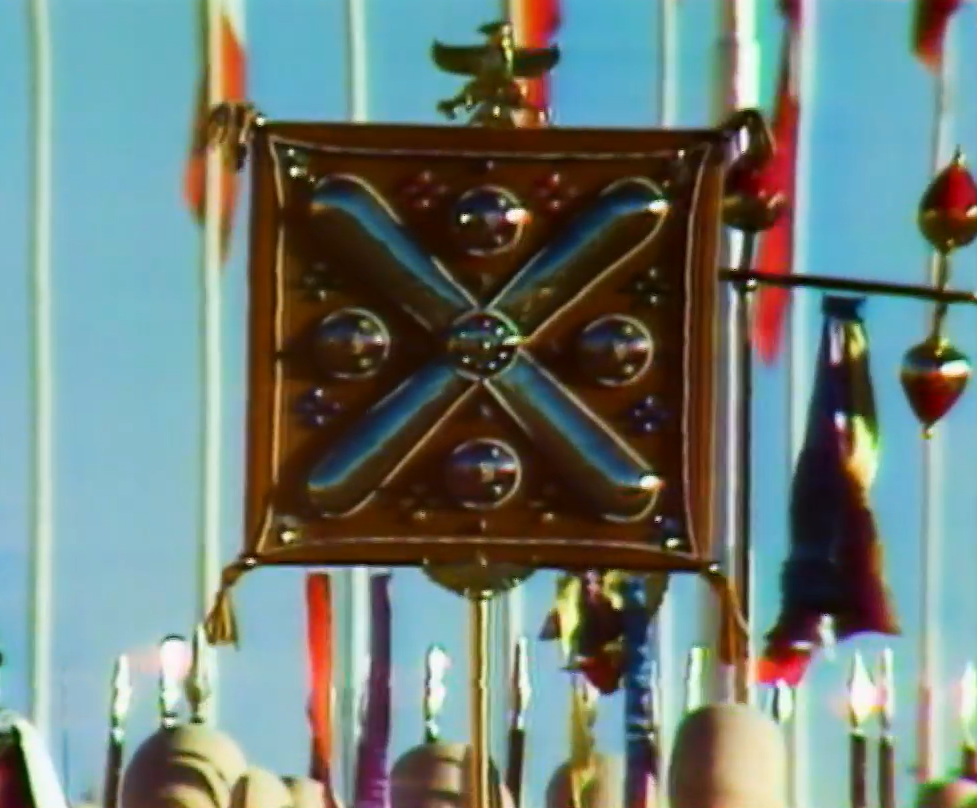
بازسازی درفش کاویانی
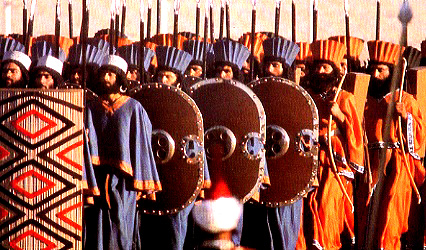
رژه پیاده‌نظام
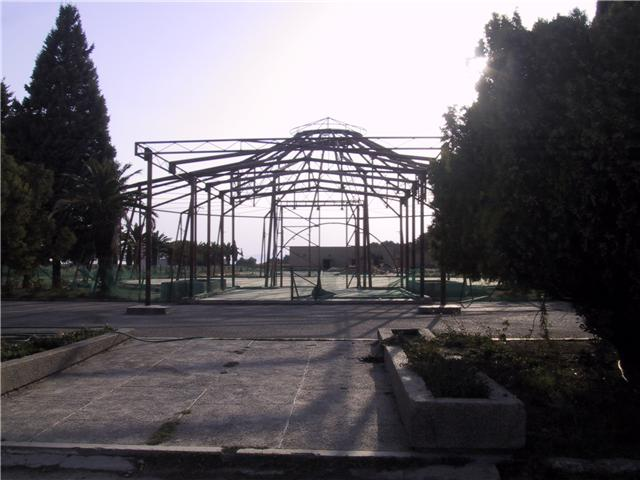
وضعیت کنونی جایگاه سران
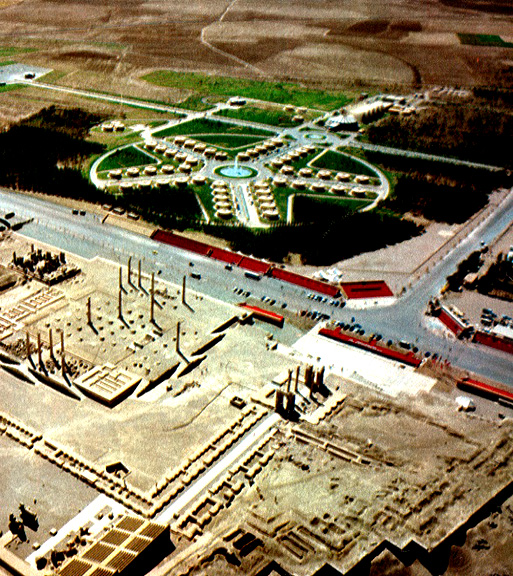
نمایی هوایی از تخت جمشید و جایگاه نشستن سران کشورها
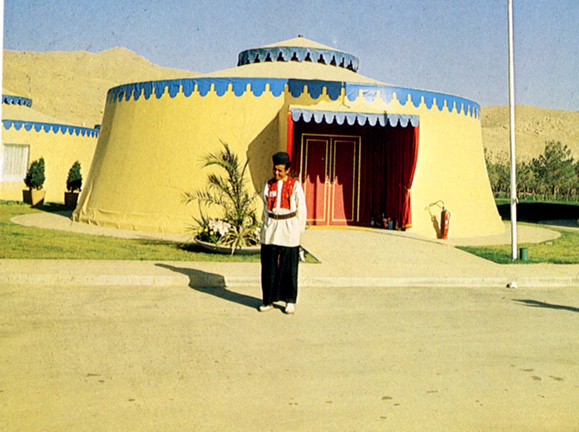
چادرهای جایگاه دعوت‌شدگان
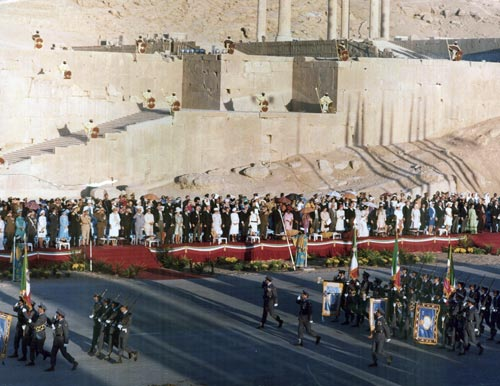
رژه افسران عضو گارد جاویدان
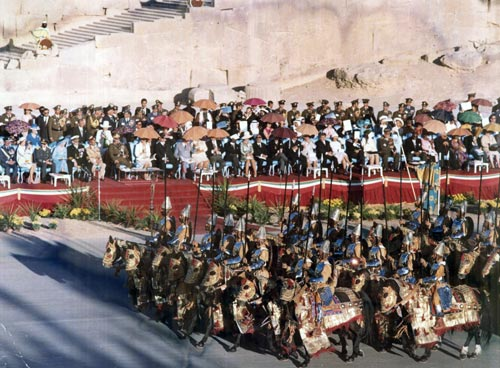
رژه سواره‌نظام
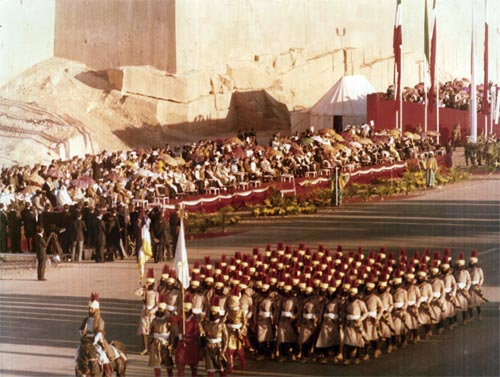
رژه پیاده‌نظام
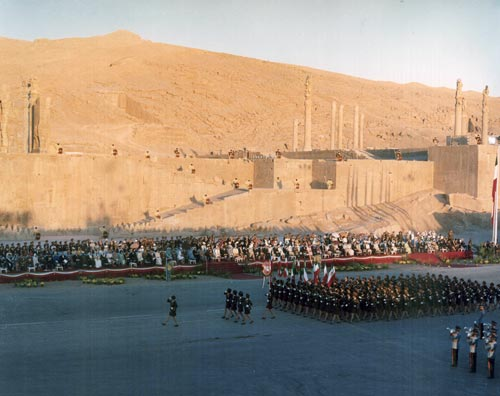
چادرهای جایگاه دعوت‌شدگان
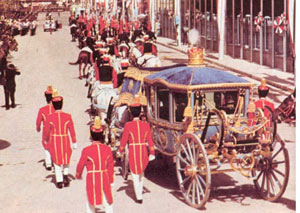
کالسکه سلطنتی
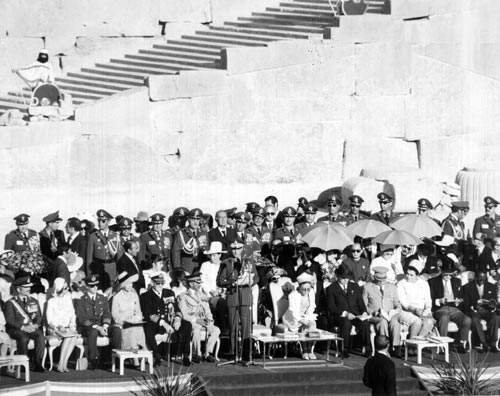
دعوت‌شدگان در حال تماشای رژه جشن‌های ۲۵۰۰ ساله شاهنشاهی ایران
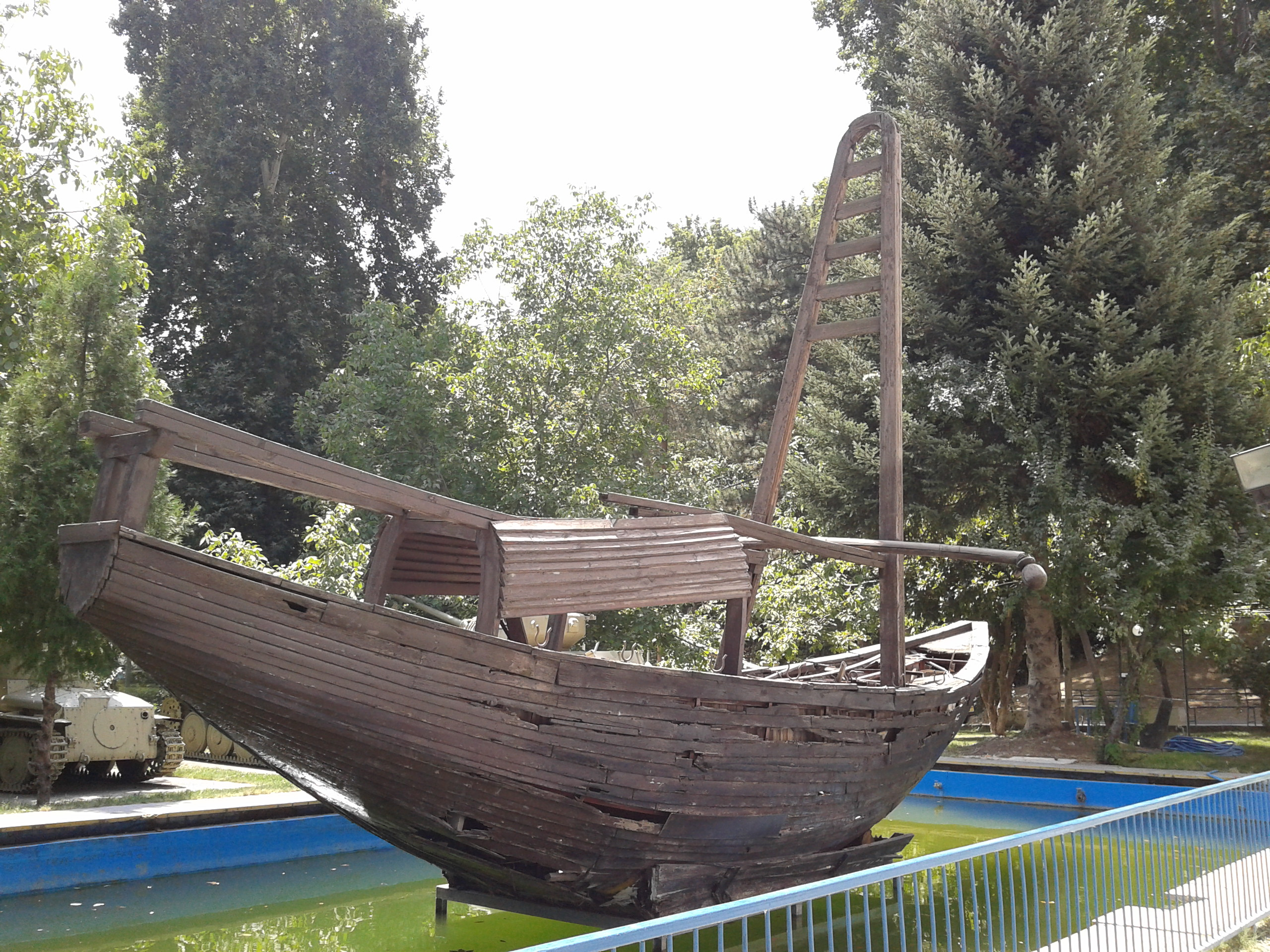
ماکتی از کشتی‌های پارسیان، استفاده‌شده در رژه جشن‌های ۲۵۰۰ ساله شاهنشاهی ایران
برج شهیاد، یادمانی برای جشن‌های ۲۵۰۰ ساله شاهنشاهی ایران بود.[۱۸]